# بيتر غرانت
بيتر غرانت (بالإنجليزية: Peter Grant)‏ (11 مارس 1994 - ) هو لاعب كرة قدم بريطاني في مركز الدفاع. لعب مع نادي بيتربورو يونايتد ونادي فالكيرك وHiston F.C. ‏ وThurrock F.C. ‏.

## وصلات خارجية
- بيتر غرانت على موقع قاعدة بيانات كرة القدم.إي يو (الإنجليزية)
- بيتر غرانت على موقع Soccerbase.com (لاعب) (الإنجليزية)
- بيتر غرانت على موقع Soccerway.com (الإنجليزية)